# 후포항 (울진군)
후포항(厚浦港)은 경상북도 울진군 후포면 후포리에 있는 항구이다. 1970년 연안항으로 지정되었다.

빙장말 남서단에 있는 항구로 연안화물선, 어선 등이 이용하는 다목적 항만이며, 어업 및 수산물 유통기지 항이자 연안화물 수송의 거점 항이고, 부근 해역에서 조업하는 어선들의 모항이며 피항지로 큰 역할을 한다. 이 항의 북쪽에 석회석을 선적 수송하는 사설항인 제동항이 있다. 어촌계원 790여명, 어선 170여척이 조업하고 있으며, 주요어종은 대게, 문어, 대구 등이다.

## 항해정보
목표물로는 후포등대(등고 64m)가 가장 좋으며 냉동 공장의 연돌이 현저하다. 이 항은 겨울철에 계절충이 발달함에 따라 서~북서풍이 특히 강하며 여름철에는 동~남풍이, 겨울철에는 북~남풍이 많이 분다. 항의 입구가 남동쪽으로 열려 있어서 동물이 불 때 풍랑이 심하다. 항내 수심 2.3~8.5m, 저질은 모래여서 비교적 안전하게 표박할 수 있으나 항내 동쪽 안벽 앞에 반지름 165m의 원호 내는 선회장으로 지정되어 묘박을 금지하고 있다. 항 입구의 해안 부근에는 정치망과 양식장이 다수 분포하고 있어 입출항시 해안 쪽으로 면류되지 않도록 주의하여 운항하여야 한다.

## 해상구역
동방파제 기점으로부터 북위 36도 40분 10.76초, 동경 129도 27분 25.48초 지점을 연결한 선과 그 점에서 73도로 북서쪽 육지를 향하여 그은 선 안의 해면

## 육상구역
국토해양부장관이 관할 시·도지사와 협의한 후 중앙항만정책심의회의 심의를 거쳐 지정·고시한다.

## 후포항 어항구
경상북도지사는 어업인 공동작업장 건립으로 어업인의 소득증대 및 지역경제 활성화에 기여하기 위하여 어항구를 다음과 같이 지정하였다.
- 명칭 : 후포항 어항구
- 위치 : 경상북도 울진군 후포면 후포리 1165-2번지
- 면적 : 3,840m2(도로 1,350m2 포함)
- 이용선박 : 자망, 통발, 복합어업 허가를 득한 소형어선
- 조건
  - 울진군은 어항구 위치 및 구역과 이용목적 등을 사람이 잘 보이는 곳에 게시하여야 함.
  - 국토해양부장관이 항만개발 및 운영상 필요하여 분구의 변경 또는 폐지, 취소를 요청하는 경우에는 이에 따라야 함.
  - 울진군은 어항구 이용 및 사용에 따른 민원발생 예방대책을 수립하고 민원발생시 전담 해결하여야 함.

## 교통편
- 동해선 후포역